# Lucilectric
Lucilectric est un groupe de pop allemand.

## Histoire
Lucilectric est formé à Berlin en 1993 par Luci van Org et Ralf Goldkind.
La chanson Mädchen est numéro deux des ventes en Allemagne en 1994, Hey Süßer est numéro un en Autriche la même année.

## Discographie
Albums
- 1994 : Mädchen
- 1996 : Süß und gemein
- 1997 : Tiefer

Singles
- 1994 : Mädchen (produit par Annette Humpe et Andreas Herbig)
- 1994 : Hey Süßer
- 1994 : Hey Süßer, Der Hitmix
- 1995 : Warum?
- 1995 : Kondom des Grauens
- 1996 : Liebe macht dumm
- 1996 : Fernsehen
- 1997 : Bye-Bye
- 1997 : Der Allerschärfste (pour l'album tribute des Die Ärzte Götterdämmerung)

## Source de la traduction
- (de) Cet article est partiellement ou en totalité issu de l’article de Wikipédia en allemand intitulé « Lucilectric » (voir la liste des auteurs).

1. ↑  (de) « Mädchen », sur offiziellecharts.de (consulté le 25 avril 2020)
2. ↑  (de) « Nummer 1-Hits Österreich », sur austriancharts.at (consulté le 25 avril 2020)